# Cyproniscus crossophori
Cyproniscus crossophori är en kräftdjursart som beskrevs av Stebbing 1901. Cyproniscus crossophori ingår i släktet Cyproniscus och familjen Cyproniscidae.
Artens utbredningsområde är havet utanför Sydafrika. Inga underarter finns listade i Catalogue of Life.